# Ochromolopis staintoniellus
Ochromolopis staintoniellus is een vlinder uit de familie van de borstelmotten (Epermeniidae). De wetenschappelijke naam van de soort is voor het eerst geldig gepubliceerd door Stainton.